# Chineachi
Chineachi är en ort i Mexiko.   Den ligger i kommunen Carichí och delstaten Chihuahua, i den nordvästra delen av landet, 1 200 km nordväst om huvudstaden Mexico City. Chineachi ligger 2 057 meter över havet och antalet invånare är 101.
Terrängen runt Chineachi är huvudsakligen kuperad, men den allra närmaste omgivningen är platt. Runt Chineachi är det mycket glesbefolkat, med 2 invånare per kvadratkilometer. Närmaste större samhälle är San José Baqueachi, 13,2 km sydost om Chineachi. Trakten runt Chineachi består i huvudsak av gräsmarker.